# Burt Munro

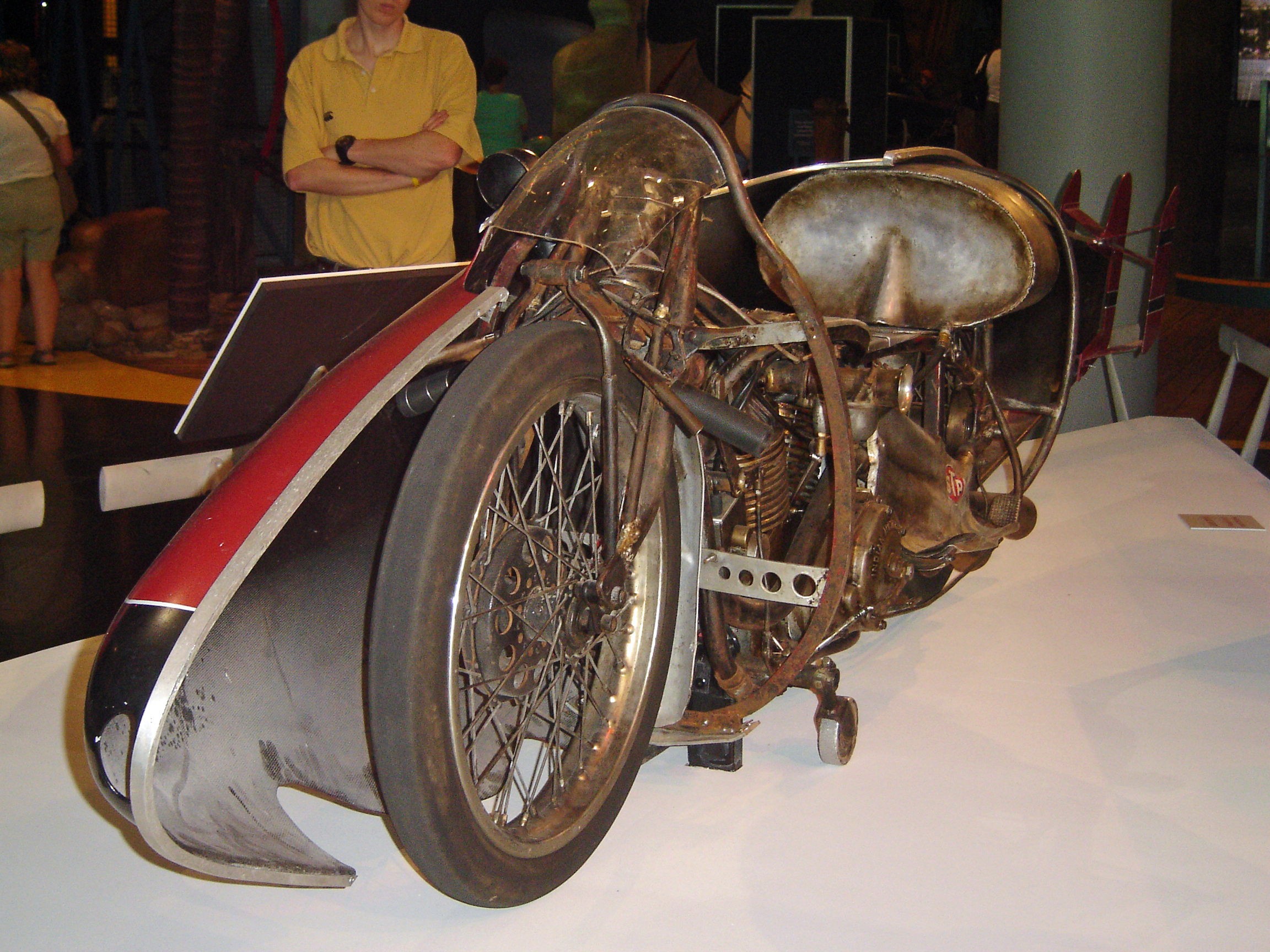
Motocykl Indian Burta Munro z 1920

Herbert James „Burt” Munro (ur. 25 marca 1899 w Invercargill, zm. 6 stycznia 1978 tamże) – nowozelandzki konstruktor, kierowca i motocyklowy rekordzista prędkości.

## Życiorys
Urodził się w Invercargill, a dorastał na rodzinnej farmie w pobliskim Edendale. Przez wiele lat zajmował się modyfikacją motocykla Indian, pobił rekord świata prędkości w klasie poniżej 1000 cm³ w 1967 na gładkiej powierzchni wyschniętego dna jeziora Bonneville. W momencie ustanowienia rekordu miał 68 lat, a jego motocykl liczył sobie lat 47. Rekord prędkości do dziś nie został pobity.
Przygotowywał swój motocykl Indian Scout z 1920 w warunkach domowych przez szereg lat, stopniowo modyfikując silnik z początkowych 600 cm³ do 950 cm³. Wytwarzał przy tym własnoręcznie elementy silnika takie jak tłoki, zawory, modyfikował też głowicę silnika, przenosząc zawory z boku cylindrów. Motocykl Indian nosił nr 627, Munro był jego właścicielem od nowości, w momencie wypuszczenia z fabryki jego konstrukcja pozwalała na osiągnięcie prędkości maksymalnej zaledwie 89 km/h (55 mph).

### Rodzina
Był żonaty z Florence Beryl Martyn, z którą ożenił się w 1927, a rozwiódł w 1947. Miał z nią czworo dzieci: Johna, June, Margaret i Gwen.

## Rekordy
- W 1962 ustanowił rekord świata – 288 km/h (178,97 mph), jadąc motocyklem z silnikiem rozwierconym do 850 cm³ (51 in³).
- W 1967 motocyklem z silnikiem rozwierconym do pojemności 950 cm³ (58 in³) ustanowił rekord w swojej klasie jadąc z prędkością 295,44 km/h (183,58 mph). Żeby się zakwalifikować do startu wykonał przejazd w jednym kierunku z prędkością 305 km/h (190,07 mph) – najszybszy zarejestrowany przejazd motocykla Indian (nieoficjalny rekord prędkości wynosi 331 km/h (205,67 mph)).
- W 2006 został powołany do Motorcycle Hall of Fame.

## Pamięć
W 2005 nakręcono na podstawie jego biografii film fabularny pt. Prawdziwa historia (ang. The World's Fastest Indian) z Anthonym Hopkinsem w roli głównej.